# Geheimakte 3
Geheimakte 3 (im angloamerikanischen Sprachraum Secret Files 3) ist ein in Deutschland entwickeltes Point-and-Click-Adventure von Koch Media und Deep Silver. Es schließt inhaltlich an die PC-Spiele Geheimakte Tunguska (2006) und Geheimakte 2: Puritas Cordis (2008) an.

## Handlung
Das Spiel beginnt mit einem Prolog, der den Brand der Bibliothek von Alexandria im Jahre 48 v. Chr. zum Mittelpunkt hat. Dieser wird durch einen durch den Spieler gesteuerten Einbrecher ausgelöst. Eine Amphore mit wichtigen Dokumenten übersteht jedoch den Vorfall.
Im eigentlichen Spiel steuert der Spieler, wie schon in den Vorgängerspielen, Nina Kalenkow. Kurz vor ihrer Hochzeit wird ihr Lebensgefährte Max Gruber entführt. Beim Versuch, mehr über sein Verschwinden zu erfahren, gerät Nina auf die Spur der jüngsten Forschungen Max’ und stößt im Zuge dessen auf Spuren alter untergegangener Zivilisationen sowie der erwähnten Dokumente aus Alexandria. Weitere Nachforschungen führen sie an die verschiedensten Schauplätze der Welt, wie San Francisco, Santorin oder das CERN, aber auch in ihre Alpträume, in denen sie Kontakt zu dunklen Gestalten, den so genannten Wächtern, bekommt. Langsam fügt sich ein Puzzle um technologische Entwicklung, die Zahl Pi und den Fortbestand der Menschheit zusammen.
Das Spiel beinhaltet, abhängig von Entscheidungen während des Spiels, verschiedene Enden. Diese wirken sich allerdings nur auf den Abspann, nicht auf den weiteren Fortlauf aus.

## Spielprinzip und Technik
Geheimakte 3 ist ein sogenanntes 2.5D-Point-and-Click-Adventure. Aus Polygonen zusammengesetzte, dreidimensionale Figuren agieren in vorgerenderten Kulissen. Mit der Maus kann der Spieler seine Spielfigur durch die Örtlichkeiten bewegen und mit den Maustasten Aktionen einleiten, die den Spielcharakter mit seiner Umwelt interagieren lassen. Nina kann so Gegenstände finden, sie auf die Umgebung oder andere Gegenstände anwenden und mit NPCs kommunizieren. Mit fortschreitendem Handlungsverlauf werden weitere Orte freigeschaltet. Gelegentlich wird die Handlung von sogenannten Minispielen unterbrochen, bei denen der Spieler teilweise Geschicklichkeit beweisen muss und deren Schwierigkeitsgrad wählbar ist. Die Spielzeit beträgt etwa 15 Stunden.

## Produktionsnotizen
Im Oktober 2013 erschien ein Spin-off mit dem Titel Geheimakte Sam Peters, welches sich um die Journalistin Sam Peters dreht. Geheimakte Sam Peters wurde für den Kindersoftwarepreis TOMMI 2013 nominiert.

## Rezeption
Aus 14 aggregierten Wertungen erzielt Geheimakte 3 auf Metacritic einen Score von 67. Das deutschsprachige Magazin GameStar stellte heraus, dass Geheimakte 3 real existierende Mysterien aufgreife und für diese „eine fiktive, aber hoch spannende Antwort“ liefere. Das Magazin lobte die Hintergrundgrafiken, die deutschen Sprecher und deren Dialoge sowie gut in die Handlung integrierte Rätsel, kritisierte aber die „hakeligen und stellenweise ungewollt komischen“ Animationen. PC Games vergab ebenfalls 85 % und urteilte: Tolle Rätsel, schickes Design. Ähnlich sah es auch Gamers.de, welche das Spiel als eine gelungene, wenn auch etwas zu kurz geratene Fortsetzung bezeichnete und letztlich 82 % vergab. Bemängelt wurden vor allem die im Vergleich zu den Vorgängern deutlich geringere Spieldauer, das abrupte Ende sowie die teilweise als zu einfach empfundenen Aufgaben. Obendrein wirke laut Gameswelt „alles zu glattgebügelt und konstruiert“.